# Finnischer Fußballpokal 1999
Der Finnische Fußballpokal 1999 (finnisch Suomen Cup 1999) war die 45. Austragung des finnischen Pokalwettbewerbs. Er wurde vom finnischen Fußballverband ausgetragen. Das Finale fand am 30. Oktober 1999 im Olympiastadion Helsinki statt.
Pokalsieger wurde der FC Jokerit. Das Team setzte sich im Finale gegen FF Jaro durch und qualifizierte sich damit für den UEFA-Pokal. Titelverteidiger HJK Helsinki war im Halbfinale gegen den späteren Sieger ausgeschieden.
Alle Begegnungen wurden in einem Spiel ausgetragen. Bei unentschiedenem Ausgang wurde das Spiel um zweimal 15 Minuten verlängert. Stand danach kein Sieger fest, folgte ein Elfmeterschießen.

## Teilnehmende Teams
Die Teilnahme war freiwillig. Insgesamt 241 Mannschaften hatten für den Pokalwettbewerb gemeldet. Dabei waren auch Juniorenmannschaften (U-20), Seniorenmannschaften (JKKI – Jalkapallon Kannossa Kaiken Ikää = Fußball für alle Altersgruppen) und Reservemannschaften. Die Drittligisten stiegen in der 3. Runde ein, die Zweitligisten in der 4. Runde und die Erstligisten in der 6. und 7. Runde.
| Runde         | Zugänge | Sieger der letzten Runde | Spiele / Sieger |
| ------------- | ------- | ------------------------ | --------------- |
| Qualifikation | 14      | –                        | 07              |
| 1. Runde      | 1650    | 07                       | 86              |
| 2. Runde      | –       | 86                       | 43              |
| 3. Runde      | 31      | 43                       | 37              |
| 4. Runde      | 19      | 37                       | 28              |
| 5. Runde      | –       | 28                       | 14              |
| 6. Runde      | 06      | 14                       | 10              |
| 7. Runde      | 06      | 10                       | 08              |
| Viertelfinale | –       | 08                       | 04              |
| Halbfinale    | –       | 04                       | 02              |
| Finale        | –       | 02                       | 01              |
| Gesamt        | 2410    |                          | 2400            |

## Qualifikation
|                      | Ergebnis |                           |
| -------------------- | -------- | ------------------------- |
| FC HITS Heksinki     | 1:2      | Pohjois-Haagan Urheilijat |
| Koovee Jalkapallo    | 4:2      | Someron Voima             |
| Tammer Futis/JKKI-35 | 03:0 1   | Heinäjoen PS              |
| Ruokolahden PS       | 5:3      | Kausalan Yritys           |
| Nagu IF              | 0:5      | Nations United Turku      |
| FC Espoo U-20        | 6:1      | Hyvinkään Ares -86        |
| Riipilän Raketti     | 7:1      | Keski-Uudenmaan Pallo     |

## 1. Runde
|                                 | Ergebnis              |                              |
| ------------------------------- | --------------------- | ---------------------------- |
| HJK Helsinki U-20               | 2:0                   | FC Capital Helsinki          |
| FC Football Club                | 01:10                 | HJK-Liiga U-20               |
| FC Kiffen 08 Helsinki-2         | 1:5                   | FC Espoo U-20                |
| JJ Velttopotku                  | 2:4                   | Athletico Jerkku             |
| Arsenal Helsinki                | 0:2                   | PK-35 Helsinki/JKKI-35       |
| FC Kiffen 08 Helsinki-2         | 00:13                 | Malmin Ponnistajat           |
| Pohjois-Haagan Urheilijat-2     | 0:8                   | PK-35 Helsinki               |
| FC Viikingit                    | 1:1 n. V. (6:5 i. E.) | Laajasalon Palloseura        |
| Pohjois-Haagan Urheilijat       | 2:5                   | Puotinkylän Valtti           |
| Espoon Swing                    | 2:1                   | Black Bee’s Orimattila       |
| Etelän-Espoon Pallo             | 3:1                   | FC Futura U-20               |
| FC Kuusysi U-20                 | 3:1                   | AC Vantaa-2                  |
| Nateva Nurmijärvi               | 2:0                   | FC Kuusysi/JKKI-35           |
| FC Honka Espoo-2                | 3:1                   | Kerkkoon Urheilijat          |
| Korson Palloseura               | 1:4 n. V.             | Järvenpään PS                |
| FC Honka Espoo U-20             | 2:1                   | FCEspoo                      |
| FC Kökkelin Härät               | 00:19                 | Lohjan Pallo                 |
| Riihimäen Palloseura U-20       | 9:0                   | Vaaralan pallo-Pojat         |
| SexyPöxyt                       | 9:2                   | Järvenpään PS U-20           |
| Esbo BK                         | 4:1                   | FC Kirkkonummi               |
| Ådalens IF                      | 0:2                   | FC Futura                    |
| Riipilän Raketti                | 4:0                   | Tervakosken Pato             |
| Karjalohjan Urheilijat          | 10:00                 | Vantaa Veturi                |
| Anttolan Urheilijat             | 1:3                   | JK Rakuunat U-20             |
| Kotkan Työväen Palloilijat U-20 | 2:3                   | Kotkan Työväen Palloilijat-2 |
| FC Mikkeli/JKKI-35              | 00:3 1                | Savilahden Urheilijat        |
| Mäntyharjun Jäntevä             | 0:6                   | PEPO Lappeenranta            |
| Popiniemen Ponnistus            | 2:1                   | FC Kuusankoski-2             |
| Valkealan Kajo                  | 0:1                   | FC Mikkeli U-20              |
| Virolahden Sampo                | 0:2 n. V.             | FC Ristiina                  |
| Haminan Työväen Palloilijat     | 1:3                   | Voikkaan Pallo-Peikot        |
| Hiirolan Haka                   | 2:3                   | Heinolan Palloilijat-47      |
| Ruokolahden PS                  | 14:10                 | Savon Pallo                  |
| Keuruun Pallo                   | 3:2                   | Jämsänkosken Ilves           |
| Säynätsalon Riento              | 1:2                   | Lohikosken Pallokerho        |
| Sääksjärven Loiske              | 03:0 2                | Kanavan Pallohait            |
| FC Keitele Jazz                 | 6:2                   | Kampuksen Dynamo             |
| Pihtiputaan Pallokerho          | 3:2                   | Konneveden Urheilijat        |
| Sääksmäen Sopu                  | 8:2                   | Hervanta Sporting Team       |
| Pispalan Ponnistajat            | 3:2                   | Kangasalan Kisa              |
| Pirkkalan JK                    | 4:0                   | Koskenmäen Pallo -90         |
| Oriveden Daltonit               | 1:0                   | Lammin Veto                  |
| Nokian Palloseura               | 1:3                   | Tampereen Pallo-Veikot       |
| Tammer Futis/JKKI-35            | 01:10                 | Duck Park Rangers            |
| Koovee Jalkapallo               | 00:13                 | PS-44 Valkeakoski            |
| Takahuhdin Peli-Pojat           | 0:0 n. V. (5:6 i. E.) | PP-70 Tampere-2              |
| Tampereen Peli-Toverit          | 0:5                   | Tammer Futis                 |
| Ylöjärven Ryhti                 | 1:6                   | FC Gepardi                   |
| Haka Valkeakoski U-20           | 10:00                 | Tampereen Palloilijat        |
| Toijalan Pallo -49              | 0:3                   | Valkeakosken Koskenpojat     |
| Eerolan Hurjat                  | 4:0                   | Tampereen JK                 |
| Jomala IK                       | 1:4                   | Inter Turku U-20             |
| Kaarinan Pojat U-20             | 0:2                   | FC Boda Dragsfjard           |
| Lievestuoren Toive              | 0:1                   | Jyrkkälän Tykit              |
| Turun Nahkakuula-75             | 0:3                   | Kaarinan Reipas              |
| Pargas IF-2                     | 0:6                   | Kalannin Pallo -65           |
| Permiön Urheilijat              | 0:5                   | Pargas IF                    |
| Puistomäen Palloseura           | 0:8                   | Turun Pallokerho             |
| Dynamo Turku                    | 02:14                 | Nations United Turku         |
| Kaarinan Pojat-2                | 6:0                   | Turun Pallokerho-2           |
| FC Piikkiö                      | 0:4                   | Veijarit Turku               |
| Yyterin Pallo                   | 0:6                   | Kokemäen Kova-Väki           |
| Eurajoen Kisa                   | 0:4                   | Pallo-Iirot Rauma U-20       |
| Toejoen Veikot                  | 0:2                   | FC Jazz Pori U-20            |
| Musan Salama U-20               | 3:1                   | Keikyän Yritys               |
| Gamlakarleby BK-2               | 2:3 n. V.             | Vaasan PS U-20               |
| Karhu Kauhajoki                 | 03:0 3                | Akademisk Boll Club/JKKI-35  |
| FC Komu Mustasaari              | 1:3                   | Sundom IF                    |
| FC Järviseutu                   | 01:14                 | FC Kiisto Vaasa              |
| Alavuden Peli-Veikot            | 03:0 4                | Akademisk Boll Club          |
| Larsmo BK                       | 1:4                   | PV-J Kokkola U-20            |
| Kaustinen Pohjan-Veikot         | 1:0                   | Vetelin Urheilijat           |
| Oulaisten Huima                 | 3:5                   | Kokkolan PS                  |
| Iisalmen Pallo-Veikot           | 2:0 n. V.             | Joensuun Ratanat             |
| Siilinjärven Palloseura-2       | 1:7                   | Pallo-Kerho 37-2             |
| SC Kuopio Futis-98              | 1:3                   | SC Zulimanit                 |
| Rautavaaran Raiku               | 4:3                   | Siilinjärven Palloseura      |
| AC Barca                        | 2:2 n. V. (6:7 i. E.) | Kurkimäen Kisa               |
| Joensuun Ratanat U-20           | 0:2                   | Kuopion PS U-20              |
| Juankosken Pyrkivä              | 3:1                   | Kings SC Kuopio U-20         |
| FC Kurenpojat-2                 | 1:3                   | Kajaanin Palloilijat         |
| Kontio Kolari                   | 1:2                   | FC Rio Grande                |
| Rovaniemen Kanuunat/JKKI-35     | 00:3 5                | Haukiputaan Pallo            |
| Rovaniemen Kanuunat             | 03:0 6                | JS Hercules Oulu             |
| Oulun Luistinseura U-20         | 2:1                   | FC Raahe                     |
| FC Dreeverit                    | 1:3 n. V.             | FC Kurenpojat                |

## 2. Runde
|                         | Ergebnis              |                              |
| ----------------------- | --------------------- | ---------------------------- |
| Athletico Jerkku        | 1:3                   | Esbo BK                      |
| FC Honka Espoo-2        | 3:2 n. V.             | PK-35 Helsinki               |
| HJK-Liiga U-20          | 4:0                   | FC Futura                    |
| Riipilän Raketti        | 0:4                   | Puotinkylän Valtti           |
| PK-35 Helsinki/JKKI-35  | 5:1                   | Karjalohjan Urheilijat       |
| Nateva Nurmijärvi       | 0:1                   | Kotkan Työväen Palloilijat-2 |
| Espoon Swing            | 00:16                 | SexyPöxyt Espoo              |
| HJK Helsinki U-20       | 7:0                   | Riihimäen Palloseura U-20    |
| Malmin Ponnistajat      | 6:1                   | FC Kuusysi U-20              |
| FC Honka Espoo U-20     | 1:4                   | FC Viikingit                 |
| FC Espoo U-20           | 3:2                   | Lohjan Pallo                 |
| Etelän-Espoon Pallo     | 4:2                   | Järvenpään PS                |
| Kaarinan Pojat-2        | 2:4                   | Kaarinan Reipas              |
| Jyrkkälän Tykit         | 2:6 n. V.             | Turun Pallokerho             |
| Veijarit Turku          | 1:8                   | Inter Turku U-20             |
| Kalannin Pallo -65      | 2:3                   | Pargas IF                    |
| FC Boda Dragsfjard      | 6:1                   | Nations United Turku         |
| Pallo-Iirot Rauma U-20  | 5:0                   | Musan Salama U-20            |
| Kokemäen Kova-Väki      | 2:0                   | FC Jazz Pori U-20            |
| Oriveden Daltonit       | 0:5                   | Tammer Futis                 |
| Haka Valkeakoski U-20   | 2:0                   | Duck Park Rangers            |
| Sääksjärven Loiske      | 4:5 n. V.             | Sääksmäen Sopu               |
| Pirkkalan JK            | 1:1 n. V. (1:3 i. E.) | PP-70 Tampere-2              |
| Tampereen Pallo-Veikot  | 3:5                   | Valkeakosken Koskenpojat     |
| FC Gepardi              | 5:0                   | Pispalan Ponnistajat         |
| PS-44 Valkeakoski       | 3:0 n. V.             | Eerolan Hurjat               |
| Heinolan Palloilijat-47 | 1:6                   | PEPO Lappeenranta            |
| Ruokolahden PS          | 4:1                   | FC Ristiina                  |
| Popiniemen Ponnistus    | 2:1                   | Voikkaan Pallo-Peikot        |
| FC Mikkeli U-20         | 7:0                   | JK Rakuunat U-20             |
| Keuruun Pallo           | 7:1                   | Lohikosken Pallokerho        |
| Pihtiputaan Pallokerho  | 2:8                   | FC Keitele Jazz              |
| SC Zulimanit            | 6:0                   | Savilahden Urheilijat        |
| Kurkimäen Kisa          | 0:0 n. V. (3:4 i. E.) | Pallo-Kerho 37-2             |
| Juankosken Pyrkivä      | 0:2                   | Iisalmen Pallo-Veikot        |
| Kuopion PS U-20         | 4:1 n. V.             | Rautavaaran Raiku            |
| Kaustinen Pohjan-Veikot | 0:0 n. V. (3:5 i. E.) | Sundom IF                    |
| FC Kiisto Vaasa         | 2:1                   | Kokkolan PS                  |
| Alavuden Peli-Veikot    | 1:2                   | Vaasan PS U-20               |
| PV-J Kokkola            | 03:0 1                | Karhu Kauhajoki              |
| FC Rio Grande           | 0:1                   | Rovaniemen Kanuunat          |
| Oulun Luistinseura U-20 | 2:0                   | Haukiputaan Pallo            |
| FC Kurenpojat           | 2:1                   | Kajaanin Palloilijat         |

## 3. Runde
In dieser Runde stiegen 31 Drittligisten ein.
|                              | Ergebnis              |                         |
| ---------------------------- | --------------------- | ----------------------- |
| FC Pallo-Lahti               | 6:0                   | HJK-Liiga U-20          |
| PK-35 Helsinki/JKKI-35       | 2:1                   | FC Kontu                |
| HJK Helsinki U-20            | 1:5                   | Käpylän Pallo           |
| Esbo BK                      | 2:9                   | Leppävaaran Pallo       |
| Kotkan Työväen Palloilijat-2 | 2:1                   | FC Kiffen 08 Helsinki   |
| FC Honka Espoo-2             | 2:4                   | Vantaan Jalkapalloseura |
| Etelän-Espoon Pallo          | 3:4                   | SexyPöxyt Espoo         |
| FC Espoo U-20                | 1:3                   | Puotinkylän Valtti      |
| Malmin Ponnistajat           | 0:1                   | Hyvinkään Palloseura    |
| FC Viikingit                 | 2:1                   | Malmin Palloseura       |
| Inter Turku U-20             | 0:2                   | Salon Palloilijat       |
| Kaarinan Reipas              | 0:3                   | Euran Pallo             |
| FC Boda Dragsfjard           | 1:3                   | ÅIFK Turku              |
| Turun Pallokerho             | 1:0                   | Pargas IF               |
| Kokemäen Kova-Väki           | 4:4 n. V. (3:5 i. E.) | Pallo-Iirot Rauma U-20  |
| Sääksmäen Sopu               | 0:8                   | PP-70 Tampere           |
| PP-70 Tampere-2              | 1:4                   | PS-44 Valkeakoski       |
| FC Gepardi                   | 4:1                   | Tammer Futis            |
| FC Hämeenlinna               | 7:2                   | Haka Valkeakoski U-20   |
| Valkeakosken Koskenpojat     | 1:0                   | Tampereen Kisa-Toverit  |
| Ruokolahden PS               | 2:1                   | PEPO Lappeenranta       |
| Maskun Palloseura            | 1:4                   | FC Kouvola              |
| Warkauden TP                 | 4:0                   | FC Mikkeli U-20         |
| Popiniemen Ponnistus         | 2:4                   | JK Rakuunat             |
| Keuruun Pallo                | 0:7                   | Äänekosken Huima        |
| FC Keitele Jazz              | 1:3                   | JJK Jyväskylä           |
| Pallo-Kerho 37-2             | 0:4                   | Kings SC Kuopio         |
| SC Zulimanit                 | 0:3                   | Nilsiän Pallo-Haukat    |
| Iisalmen Pallo-Veikot        | 1:6                   | Joensuun Pallo          |
| Pallo-Kerho 37               | 3:0                   | Kuopion PS U-20         |
| Sundom IF                    | 0:3                   | FC Kiisto Vaasa         |
| Kaskö IK                     | 2:1                   | Vaasan PS U-20          |
| PV-J Kokkola                 | 0:4                   | Oulun Luistinseura      |
| Gamlakarleby BK              | 2:1                   | Jakobstads BK           |
| Oulun Luistinseura U-20      | 0:6                   | Tervarit Oulu           |
| Rovaniemen Kanuunat          | 2:4                   | Tornion Pallo -47       |
| FC Kurenpojat                | 0:3                   | Kemin Palloseura        |

## 4. Runde
In dieser Runde stiegen 19 Zweitligisten ein.
|                              | Ergebnis              |                       |
| ---------------------------- | --------------------- | --------------------- |
| Vantaan Jalkapalloseura      | 4:2                   | Helsingfors IFK       |
| AC Vantaa                    | 2:1                   | Hangö IK              |
| FC Pallo-Lahti               | 1:3                   | Riihimäen Palloseura  |
| SexyPöxyt Espoo              | 0:5                   | FinnPa Helsinki       |
| PK-35 Helsinki/JKKI-35       | 2:0                   | Puotinkylän Valtti    |
| FC Viikingit                 | 2:0                   | Käpylän Pallo         |
| Leppävaaran Pallo            | 1:3                   | Atlantis FC           |
| Hyvinkään Palloseura         | 1:3                   | FC Honka Espoo        |
| Turun Pallokerho             | 1:2                   | Salon Palloilijat     |
| ÅIFK Turku                   | 4:1                   | Euran Pallo           |
| Valkeakosken Koskenpojat     | 0:2                   | Pallo-Iirot Rauma     |
| PP-70 Tampere                | 1:5                   | FC Hämeenlinna        |
| Pallo-Iirot Rauma U-20       | 0:1                   | FC Gepardi            |
| PS-44 Valkeakoski            | 0:5                   | Tampere United        |
| Nokian Pyry JK               | 03:0 1                | Musan Salama          |
| Kotkan Työväen Palloilijat-2 | 0:3                   | Kultsu Joutseno       |
| Ruokolahden PS               | 0:2                   | JK Rakuunat           |
| FC Kouvola                   | 1:6                   | FC Mikkeli            |
| Nilsiän Pallo-Haukat         | 3:3 n. V. (7:6 i. E.) | Kings SC Kuopio       |
| Pallo-Kerho 37               | 1:2                   | Kuopion PS            |
| Warkauden TP                 | 2:1                   | JJK Jyväskylä         |
| Äänekosken Huima             | 2:1                   | Joensuun Pallo        |
| Kaskö IK                     | 0:4                   | TP-Seinäjoki          |
| FC Kiisto Vaasa              | 0:5                   | FF Jaro               |
| Oulun Luistinseura           | 0:3                   | Kajaanin Haka         |
| Gamlakarleby BK              | 2:0                   | PV-J Kokkola          |
| Tornion Pallo -47            | 5:1                   | Kemin Palloseura      |
| Tervarit Oulu                | 4:1                   | Kemin Pallotoverit-85 |

## 5. Runde
|                         | Ergebnis              |                      |
| ----------------------- | --------------------- | -------------------- |
| FC Viikingit            | 0:2                   | FC Hämeenlinna       |
| ÅIFK Turku              | 1:2                   | Riihimäen Palloseura |
| Äänekosken Huima        | 0:2                   | Nokian Pyry JK       |
| Vantaan Jalkapalloseura | 2:4 n. V.             | Atlantis FC          |
| FC Gepardi              | 2:2 n. V. (4:5 i. E.) | Salon Palloilijat    |
| AC Vantaa               | 0:3                   | FinnPa Helsinki      |
| Tampere United          | 6:0                   | Pallo-Iirot Rauma    |
| PK-35 Helsinki/JKKI-35  | 0:2                   | FC Honka Espoo       |
| Kuopion PS              | 0:1                   | Kultsu Joutseno      |
| Tornion Pallo -47       | 0:4                   | TP-Seinäjoki         |
| Tervarit Oulu           | 1:2                   | FF Jaro              |
| Warkauden TP            | 4:1 n. V.             | Gamlakarleby BK      |
| FC Mikkeli              | 2:0                   | Kajaanin Haka        |
| JK Rakuunat             | 0:0 n. V. (4:3 i. E.) | Nilsiän Pallo-Haukat |

## 6. Runde
In dieser Runde stiegen sechs Erstligisten ein.
|                   | Ergebnis              |                        |
| ----------------- | --------------------- | ---------------------- |
| FinnPa Helsinki   | 0:0 n. V. (3:2 i. E.) | Inter Turku            |
| Nokian Pyry JK    | 0:5                   | Turku PS               |
| FC Hämeenlinna    | 0:4                   | FC Lahti               |
| JK Rakuunat       | 1:0                   | Atlantis FC            |
| Salon Palloilijat | 0:5                   | Tampere United         |
| FC Honka Espoo    | 5:2                   | Tampereen Pallo-Veikot |
| Kultsu Joutseno   | 0:3                   | FC Jazz Pori           |
| FC Mikkeli        | 2:1 n. V.             | Riihimäen Palloseura   |
| TP-Seinäjoki      | 1:2                   | Rovaniemi PS           |
| Warkauden TP      | 0:3                   | FF Jaro                |

## 7. Runde
In dieser Runde stiegen weitere sechs Erstligisten ein.
|                 | Ergebnis  |                            |
| --------------- | --------- | -------------------------- |
| FC Honka Espoo  | 1:4       | Myllykosken Pallo -47      |
| FC Jazz Pori    | 2:1 n. V. | Vaasan PS                  |
| FF Jaro         | 4:0       | Rovaniemi PS               |
| Turku PS        | 2:1       | Kotkan Työväen Palloilijat |
| FC Mikkeli      | 1:2       | FC Lahti                   |
| JK Rakuunat     | 1:2       | FC Jokerit                 |
| Tampere United  | 2:0       | Haka Valkeakoski           |
| FinnPa Helsinki | 1:3       | HJK Helsinki               |

## Viertelfinale
|                | Ergebnis              |                       |
| -------------- | --------------------- | --------------------- |
| FC Jokerit     | 2:1                   | FC Lahti              |
| Turku PS       | 2:2 n. V. (1:3 i. E.) | HJK Helsinki          |
| FC Jazz Pori   | 0:2                   | FF Jaro               |
| Tampere United | 1:5                   | Myllykosken Pallo -47 |

## Halbfinale
|                       | Ergebnis |              |
| --------------------- | -------- | ------------ |
| Myllykosken Pallo -47 | 0:1      | FF Jaro      |
| FC Jokerit            | 1:0      | HJK Helsinki |

## Finale
| Paarung        | FC Jokerit – FF Jaro |
| Ergebnis       | 2:1 (0:1) |
| Datum          | 30. Oktober 1999 um 14:00 Uhr (13:00 Uhr MESZ) |
| Stadion        | Olympiastadion, Helsinki |
| Zuschauer      | 3.217 |
| Schiedsrichter | Mikko Vuorela |
| Tore           | 0:1 Niklas Widjeskog (45.) 1:1 Antti Sumiala (67.) 2:1 Antti Sumiala (71.) |
| FC Jokerit     | Eingesetzte Spieler: Pasi Laaksonen – Aki Hyryläinen, Janne Räsänen, Ari-Pekka Roiko, Kalle Lehtinen, Tero Koskela, Sami Ylä-Jussila, Antti Sumiala, Rami Rantanen, Sami Ristilä, Petri Helin, Juuso Heikurainen, Martyn Corrigan, Jani Pylkäs, Tommi Paavola, Matti Hiukka, Erik Holmgren, Jarno Tuunainen |